# Котурови
Котурови су насељено мјесто у општини Козарска Дубица, Република Српска, БиХ. Према попису становништва из 1991. у насељу је живјело 144 становника.

## Становништво
| Демографија | Демографија | Демографија |
| Година      | Становника  | Становника  |
| ----------- | ----------- | ----------- |
| 1948.       | 224         |             |
| 1953.       | 214         |             |
| 1961.       | 213         |             |
| 1971.       | 226         |             |
| 1981.       | 185         |             |
| 1991.       | 144         |             |